# Montgròs (el Pont de Vilomara i Rocafort)
El Montgròs és una muntanya de 584 metres que es troba al municipi del Pont de Vilomara i Rocafort, a la comarca catalana del Bages.
Al cim s'hi troba un vèrtex geodèsic (referència 283111001).